# Hôtel de ville de Drancy
L`Hôtel de ville de Drancy est le bâtiment administratif principal de la ville de Drancy en Seine-Saint-Denis. Il est situé rue Sadi-Carnot.

## Historique

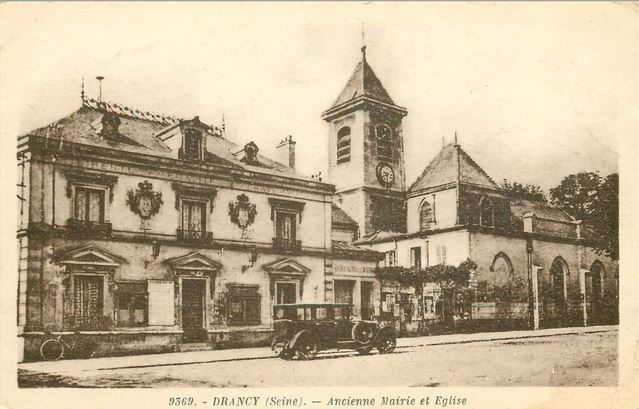
Drancy: Ancienne mairie et église.

En 1825, la commune ne possédait pas encore de mairie. C'est que par délibération du 8 novembre 1840 que fut acquise la maison Levasseur qui sert de mairie. Les travaux
d'appropriation coûtèrent 5 488 francs.
La mairie se trouvait autrefois installée dans la maison Levasseur, disparue en 1975, qui était située sur la place du village, à l’emplacement du café du Centre, à droite de l’ancienne église Saint-Germain elle aussi détruite.
Entre-deux-guerres, la population s'accrut rapidement ce qui rendit nécessaire de trouver de nouveaux locaux. La municipalité fit donc en 1920 l'acquisition des bâtiments de l’ancien asile Sainte-Berthe édifiés en 1859. Cet asile portait le nom de Berthe de Ladoucette, fille du baron Charles Loetitia de Ladoucette, décédée à l'âge de vingt ans. Pour perpétuer sa mémoire, la baronne créa l'asile Sainte-Berthe, maison de convalescence pour les jeunes ouvrières des patronages de Paris, confiée aux Sœurs de Saint Vincent de Paul et reconnu d'utilité publique par décret du 3 avril 1894.
L'édifice fut par la suite agrandi en 1930, 1969 et 1984.

## Description

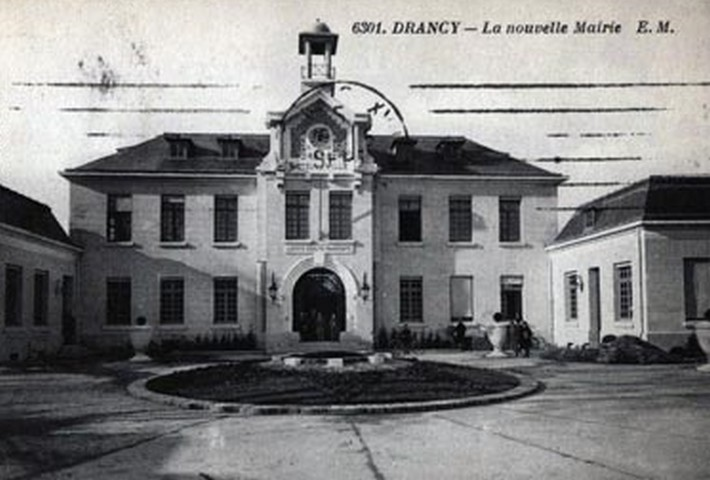
Drancy - Mairie de Drancy

C'est un édifice dont la façade comporte huit fenêtres avec une horloge couronnée d'une lanterne.